# Okręg wyborczy Helston
Okręg wyborczy Helston powstał w 1298 r. i wysyłał do angielskiej, a następnie brytyjskiej, Izby Gmin dwóch deputowanych. W 1832 r. liczbę mandatów przypadających na okręg zmniejszono do jednego. Okręg obejmował miasto Helston w Kornwalii. Został zlikwidowany w 1885 r.

## Deputowani do brytyjskiej Izby Gmin z okręgu Helston

### Deputowani w latach 1298-1660
- 1572: William Killigrew
- 1597: William Cooke of Highnam
- 1601: William Twysden
- 1604–1611: John Leigh
- 1604–1611: Robert Nanton
- 1614: Robert Killigrew
- 1614: Henry Bulstrode
- 1621–1622: Thomas Stafford
- 1621–1622: William Noy
- 1628–1629: Sidney Godolphin
- 1640–1643: Sidney Godolphin
- 1640–1640: William Godolphin
- 1640–1644: Francis Godolphin
- 1646–1648: John Penrose
- 1646–1648: John Thomas
- 1659: Robert Rous
- 1659: Thomas Juxon

### Deputowani w latach 1660–1832
- 1660–1660: Anthony Rous
- 1660–1660: Alexander Penhellick
- 1660–1665: Thomas Robinson
- 1660–1661: Francis Godolphin
- 1661–1668: Peter Killigrew
- 1665–1679: William Godolphin
- 1668–1679: Sidney Godolphin, torysi
- 1679–1681: Vyell Vyvyan
- 1679–1685: Sidney Godolphin, torysi
- 1681–1701: Charles Godolphin
- 1685–1689: Sidney Godolphin
- 1689–1695: John St. Aubyn
- 1695–1698: Francis Godolphin
- 1698–1713: Sidney Godolphin
- 1701–1708: Francis Godolphin
- 1708–1710: John Evelyn
- 1710–1710: George Granville
- 1710–1713: Robert Child
- 1713–1714: Henry Campion
- 1713–1714: Charles Coxe
- 1714–1715: Thomas Tonkin
- 1714–1715: Alexander Pendarves
- 1715–1722: Gilbert Heathcote, wigowie
- 1715–1722: Sidney Godolphin
- 1722–1724: Robert Raymond, torysi
- 1722–1727: Walter Carey
- 1724–1726: Clement Wearg
- 1726–1727: Exton Sayer
- 1727–1741: John Evelyn
- 1727–1741: John Harris
- 1741–1766: Francis Godolphin
- 1741–1747: Thomas Walker
- 1747–1767: John Evelyn
- 1766–1768: William Windham of Earsham Młodszy
- 1767–1774: William Evelyn
- 1768–1774: James Hamilton, 2. hrabia Clanbrassil
- 1774–1775: Francis Osborne, markiz Carmarthen
- 1774–1775: Francis Owen
- 1775–1780: Francis Cockayne Cust
- 1775–1781: Philip Yorke
- 1780–1781: Jocelyn Dean
- 1781–1784: Richard Barwell
- 1781–1787: Thomas Villiers, lord Hyde
- 1784–1786: John Rogers
- 1786–1790: Roger Wilbraham
- 1787–1790: James Bland Burges
- 1790–1795: Gilbert Eliot, wigowie
- 1790–1796: Stephen Lushington
- 1795–1802: Charles Abbot, torysi
- 1796–1799: Richard Richards
- 1799–1802: lord Francis Osborne
- 1802–1804: James Harris, wicehrabia Fitzharris
- 1802–1805: John Penn
- 1804–1806: Davies Giddy
- 1805–1806: Archibald Primrose, wicehrabia Primrose
- 1806–1806: John Shelley
- 1806–1807: Nicholas Vansittart, torysi
- 1806–1807: John Du Ponthieu
- 1807–1807: Thomas Brand
- 1807–1812: John St Aubyn
- 1807–1807: Richard Richards
- 1807–1812: James Blackwood, 2. baron Dufferin i Claneboye
- 1812–1818: William Horne
- 1812–1818: Hugh Hammersley
- 1818–1832: lord James Townshend, torysi
- 1818–1820: Harrington Hudson
- 1820–1830: Francis Osborne, markiz Carmarthen
- 1830–1831: Samuel Brooke-Pechell, wigowie
- 1831–1832: Sackville Walter Lane-Fox, torysi

### Deputowani w latach 1832–1885
- 1832–1835: Sackville Walter Lane-Fox, Partia Konserwatywna
- 1835–1837: lord James Townshend, Partia Konserwatywna
- 1837–1840: George Sackville, wicehrabia Cantelupe, Partia Konserwatywna
- 1840–1841: John Basett, Partia Konserwatywna
- 1841–1857: Richard Vyvyan, Partia Konserwatywna
- 1857–1859: Charles Trueman, wigowie
- 1859–1865: John Jope Rogers, Partia Konserwatywna
- 1865–1866: Adolphus William Young, Partia Liberalna
- 1866–1866: Robert Campbell, Partia Liberalna
- 1866–1868: William Brett, Partia Konserwatywna
- 1868–1880: Adolphus William Young, Partia Liberalna
- 1880–1885: William Molesworth-St Aubyn, Partia Konserwatywna